# Marta Santos
Pour les articles homonymes, voir Santos (homonymie).
Marta Florença Casimiro dos Santos (née le 25 décembre 1988 à Luanda) est une joueuse angolaise de handball Elle joue pour le club Petro Atlético de Luanda et elle est membre de l'équipe d'Angola de handball féminin. Elle a participé pour la sélection angolaise aux Jeux olympiques d'été de 2012 à Londres,.

## Palmarès

### En équipe nationale
Jeux olympiques
- 10e place aux Jeux olympiques 2012

Championnats du monde
- 16e place au Championnat du monde 2013 en Serbie
- 16e place au Championnat du monde 2015 au Danemark

Championnats d'Afrique
- Médaille d'or aux Jeux africains 2015.